# Big Point, Mississippi
Big Point là một thành phố thuộc quận Jackson, tiểu bang Mississippi, Hoa Kỳ. Năm 2010, dân số của thành phố này là 611 người.

## Dân số
- Dân số năm 2000: 115 người.
- Dân số năm 2010: 611 người.